# بروتين طليعي نشواني
بروتين طليعي النشواني أو البروتين المنتج للمادة النشوانية (بالإنجليزية: Amyloid precursor protein)‏ هو بروتين غشائي مدمج يُعبر عنه في العديد من الأنسجة ويتركز في مشابك العصبونات. دوره الرئيسي غير معروف، إلا أن له علاقة في: العمل كمنظم لتكون المشابك العصبية، اللدونة العصبية، نشاط مضاد للميكروبات، وتصدير الحديد. طليعي النشواني معروف بأنه الجزيء الأولي الذي يولِّد تحليله ببتيد بيتا النشواني، وهو عديد ببتيد يتكون من 37 إلى 49 حمض أميني، ويشكل لييفه النشواني المكون الرئيسي للويحات النشوانية الموجودة في أدمغة المرضى بمرض آلزهايمر.

## علم الجينات
طليعي النشواني (APP) هو بروتين قديم محفوظ للغاية. لدى البشر، يتواجد جين APP على الصبغي 21 ويحتوي 18 إكسونا تمتد بطول 290 كيلو قاعدة. لوحظت العديد من نظائر الوصل البديل لدى البشر، وتتراوح في الطول بين 639 و770 حمض أميني، مع كون بعض النظائر يُعبر عنها بشكل تفضيلي في العصبونات، رُبِطت تغيراتٌ في نسب هذه النظائر مع مرض آلزهايمر. تم تحديد بروتينات نديدة له في كائنات أخرى مثل الدروسوفيلا (ذبابة الفاكهة)، الربداء الرشيقة (الديدان المستديرة)، وجميع الثدييات. منطقة بيتا النشواني من هذا البروتين -المتواجدة في النطاق عبر الغشائي- غير محفوظة جيدا بين الأنواع وليس لها صلة بالوظائف البيولوجية للحالة الواطنة لبروتين طليعي النشواني.
تسبب الطفرات في المناطق الحرجة من بروتين طليعي النشواني، بما في ذلك المنطقة التي تولد بيتا النشواني حساسية عائلية لمرض آلزهايمر. على سبيل المثال، وُجد أن العديد من الطفرات خارج منطقة بيتا النشواني المرتبطة بآلزهايمر العائلي تزيد إنتاج بيتا النشواني بشكل كبير.
طفرة (A673T) في جين طليعي النشواني (APP) تحمي ضد مرض آلزهايمر. هذا التبديل مجاور لموقع قص بيتا سيكريتاز وينتج عنه انخفاض بنسبة 40% في تكوين بيتا النشواني في المختبر.

## البنية
تم تحديد عدد من النطاقات البنيوية المميزة المتطوية بشكل مستقل إلى حد كبير في تسلسل طليعي النشواني (APP). المنطقة خارج الخلوية أكبر من المنطقة داخل الخلوية، وهي مقسمة إلى نطاقي E1 وE2 المرتبطين عبر نطاق حمضي (AcD). يحتوي E1 على نطاقين فرعيين هما: نطاق شبيه بعامل النمو (GFLD) ونطاق الارتباط بالنحاس (CuBD) المتآثران بإحكامم مع بعضهما. يوجد نطاق مثبط بروتياز السيرين -الغائب في النظير المعبر عنه بشكل مختلف في الدماغ- بين المنطقة الحمضية ونطاق E2. البنية الكريستالية الكاملة لطليعي النشواني لم يتم حلها بعد، ورغم ذلك تمت بلورة نطاقات فردية بنجاح هي: النطاق الشبيه بعامل النمو، نطاق الارتباط بالنحاس، النطاق الكامل E1، والنطاق E2.